# New Albany (Indiana)
New Albany è una città degli Stati Uniti d'America, capoluogo della Contea di Floyd, nello Stato dell'Indiana.
La popolazione era di 37.603 abitanti nel censimento del 2000.